# Mogorella
Mogorella (sardisk: Mogorèdda) er en by og en kommune (comune) i provinsen Oristano i regionen Sardinien i Italien. Byen ligger i 265 meters højde og har 442 indbyggere (2016). Kommunen har et areal på 17,06 km² og grænser til kommunerne Albagiara, Ruinas, Usellus, Villa Sant'Antonio og Villaurbana.